# Premi Robert 1988
La 5ª edizione dei Premi Robert si è svolta a Copenaghen nel 1988.

## Vincitori
- Miglior film: Pelle alla conquista del mondo (Pelle erobreren), regia di Bille August
- Miglior attore protagonista: Max von Sydow - Pelle alla conquista del mondo (Pelle erobreren)
- Miglior attrice protagonista: Stéphane Audran - Il pranzo di Babette (Babettes gæstebud)
- Miglior attore non protagonista: Björn Granath - Pelle alla conquista del mondo (Pelle erobreren)
- Miglior attrice non protagonista: Lene Brøndum - Hip hip hurra!
- Miglior sceneggiatura: Bille August - Pelle alla conquista del mondo (Pelle erobreren)
- Miglior fotografia: Jörgen Persson - Pelle alla conquista del mondo (Pelle erobreren)
- Miglior montaggio: Janus Billeskov Jansen - Pelle alla conquista del mondo (Pelle erobreren)
- Miglior scenografia: Anna Asp - Pelle alla conquista del mondo (Pelle erobreren)
- Miglior sonoro: Niels Arild e Lars Lund - Pelle alla conquista del mondo (Pelle erobreren)
- Miglior film straniero: Daunbailò (Down by Law), regia di Jim Jarmusch
- Miglior cortometraggio/documentario: Ansigt til ansigt, regia di Anne Wivel